# Pippin der Bucklige
Pippin der Bucklige (* um 770; † 811 im Kloster Prüm in der Eifel) war der erste Sohn Karls des Großen.

## Leben
Karl schloss seine erste Ehe mit Himiltrud. Das Kind aus dieser Verbindung benannte Karl nach seinem Vater Pippin dem Jüngeren. Seinen Beinamen der Bucklige erhielt Pippin auf Grund einer Missbildung am Rücken. Ob er diese körperliche Entstellung schon von Geburt an trug, oder ob er sie durch eine Krankheit wie etwa Skoliose erhielt, kann heute nicht mehr eindeutig festgestellt werden. Karls Verbindung mit Himiltrud wurde später als nicht vollwertig betrachtet und Himiltrud als concubina (Nebenfrau in einer Friedelehe oder Mätresse) bezeichnet. Papst Hadrian I. (772–795)  bezeichnete jedoch in einem Brief an Karl und seinen Bruder Karlmann beide Frankenkönige als verheiratet, da die Kirche nur eine gültige Eheform kannte.
Pippin war ursprünglich der vollberechtigte Thronfolger. Karls kurze zweite Ehe blieb kinderlos, aber aus seiner dritten Ehe mit Hildegard bekam er weitere Söhne. Pippin verlor als illegitimer Nachkomme sein Erbrecht 781 nach der Taufe seines Halbbruders Karlmann, der nun den Namen Pippin erhielt. Wahrscheinlich wäre er jedoch auch wegen seiner körperlichen Behinderung nicht auf dem Thron geduldet worden. Das hätte nicht dem Königsheil entsprochen. 
Im Jahre 792 plante Pippin zusammen mit einigen fränkischen Adligen einen Umsturz, um sich zum König zu erheben. Die Motive der Verschwörer und der geplante Ort des Anschlags können heute nicht mehr ermittelt werden. Der Plan kam nicht zur Ausführung, da Pippin durch den Kaplan Fardulf verraten wurde. Während ein Großteil der beteiligten Adligen hingerichtet wurden, verbannte man Pippin in die Abtei Prüm, wo er den Rest seines Lebens verbrachte.